# Suzanne Dantès
Pour les articles homonymes, voir Dantès (homonymie).
Suzanne Dantès, née Isabelle Émilie Suzanne Havequez le 29 avril 1888 à Saint-Quentin en France et morte le 30 juillet 1958 à Saint-Léger-en-Yvelines d'une leucémie, est une actrice française de théâtre et de cinéma.

## Biographie
Au cinéma, elle joua les rôles de bourgeoises un peu « coincées » d'autrefois, comme dans Le Blanc et le Noir de Robert Florey d'après Sacha Guitry et dans Circonstances atténuantes, où elle interprétait le rôle de la femme de Michel Simon.

## Théâtre
- Un soir de réveillon, opérette, musique Raoul Moretti, livret Paul Armont et Marcel Gerbidon
- 1912 : Paris fin de règne, revue de Rip, Théâtre des Capucines
- 1925 : L'Infidèle éperdue de Jacques Natanson, Théâtre de la Michodière
- 1928 : Toi que j'ai tant aimée d'Henri Jeanson, mise en scène René Rocher, Comédie-Caumartin
- 1929 : La Fugue d'Henri Duvernois, Théâtre Saint-Georges
- 1929 : Le Sexe faible d'Édouard Bourdet, Théâtre de la Michodière, Christina
- 1933 : Ô mon bel inconnu, comédie musicale en 3 actes de Sacha Guitry, Théâtre des Bouffes Parisiens
- 1933 : Tovaritch de Jacques Deval, mise en scène André Lefaur, Théâtre de Paris
- 1934 : Le Bonheur Mesdames opérette de Francis de Croisset et Albert Willemetz, musique Henri Christiné, Théâtre des Bouffes-Parisiens
- 1936 : Ma liberté de Denys Amiel, mise en scène Jacques Baumer, Théâtre Saint-Georges
- 1940 : Les Monstres sacrés de Jean Cocteau, mise en scène André Brulé, Théâtre Michel
- 1944 : Fils de personne d'Henry de Montherlant, mise en scène Pierre Dux, Théâtre Saint-Georges
- 1946 : Le Secret d'Henry Bernstein, mise en scène Alice Cocéa, Théâtre des Ambassadeurs
- 1948 : Aux deux colombes de Sacha Guitry, Théâtre des Variétés
- 1948 : La Ligne de chance d'Albert Husson, mise en scène Michèle Verly, Théâtre Gramont
- 1949 : Le Don d'Adèle de Pierre Barillet et Jean-Pierre Grédy, mise en scène Jacques Charon, Théâtre du Casino municipal de Nice
- 1952 : Le Bon Débarras de Pierre Barillet et Jean-Pierre Grédy, mise en scène Jean Wall, Théâtre Daunou
- 1956 : La Nuit du 4 août d'Albert Husson, mise en scène Christian-Gérard, Théâtre Edouard VII
- 1956 : Le mari ne compte pas de Roger-Ferdinand, mise en scène Jacques Morel, Théâtre Edouard VII

## Filmographie

### Cinéma
- 1922 : Le Grillon du foyer de Jean Manoussi : May Fielding
- 1922 : Vingt Ans après de Henri Diamant-Berger
- 1923 : L'Affaire du courrier de Lyon de Léon Poirier : Claudine Barrière
- 1931 : Le Blanc et le Noir de Robert Florey : Marguerite Desnoyers
- 1933 : Un homme heureux de Antonin Bideau : Liouba Grebinsky
- 1933 : Hortense a dit j'm'en f… de Jean Bernard-Derosne (Court-métrage) : Marcelle Folbraguet
- 1933 : Le Sexe faible de Robert Siodmak : Christina
- 1934 : Arlette et ses papas de Henry Roussell : Gabrielle
- 1935 : Un homme de trop à bord de Gerhard Lamprecht et Roger Le Bon : Madame Shelf
- 1939 : Circonstances atténuantes de Jean Boyer : Mme Nathalie Le Sentencier
- 1940 : Miquette de Jean Boyer : Mademoiselle Émilienne
- 1941 : Péchés de jeunesse de Maurice Tourneur : Louise Noblet
- 1941 : Croisières sidérales de André Zwobada : Camille
- 1941 : Le Mariage de Chiffon de Claude Autant-Lara : La comtesse de Bray
- 1943 : À la belle frégate de Albert Valentin : Mme Juliette
- 1943 : La Ferme aux loups de Richard Pottier : La comtesse
- 1944 : La Grande Meute de Jean de Limur : La marquise de Badoul
- 1947 : Ploum ploum tra la la de Robert Hennion : La marquise
- 1948 : Le Cavalier de Croix-Mort de Lucien Ganier-Raymond : Josephine-Marie
- 1949 : Bal Cupidon de Marc-Gilbert Sauvajon : Mme Delacroix
- 1949 : Aux deux colombes de Sacha Guitry : Marie-Thérèse
- 1950 : Chéri de Pierre Billon : Marie-Laure
- 1951 : La Poison de Sacha Guitry : Uniquement la voix
- 1953 : Une vie de garçon de Jean Boyer : Madame Laborie
- 1953 : Leur dernière nuit de Georges Lacombe : Mademoiselle Mercier
- 1955 : Si Paris nous était conté de Sacha Guitry: Madame d'Epinay
- 1958 : Le Joueur de Claude Autant-Lara : Mme de Cominges

### Télévision
- 1954 : Sylvia et le fantôme (Téléfilm) : La comtesse
- 1956 : La Puce à l'oreille (Téléfilm) : Olympe Ferraillon
- 1957 : C'était un gentleman (Téléfilm) : Flossie